# Navalafuente
Navalafuente és un municipi de la Comunitat de Madrid. Limita amb els municipis de Bustarviejo, Valdemanco, Cabanillas de la Sierra i Guadalix de la Sierra.

## Demografia
| 1991 | 1996 | 2001 | 2004 |
| ---- | ---- | ---- | ---- |
| 326  | 459  | 588  | 714  |